# Wundersleben
Wundersleben är en kommun och ort i Landkreis Sömmerda i förbundslandet Thüringen i Tyskland.
Kommunen ingår i förvaltningsgemenskapen Straußfurt tillsammans med kommunerna Gangloffsömmern, Haßleben, Riethnordhausen, Schwerstedt, Straußfurt och Werningshausen.